# Interscope Communications
Interscope Communications (également connu sous le nom de Interscope Pictures) était une société de production de cinéma américaine créée en 1982 par le magnat des médias Ted Field, qui visait à créer des films avec un attrait de masse. Elle est rapidement devenue une division de Interscope Records (qui a été fondée en 1990 en tant que coentreprise avec Atlantic Records). Field a agi en tant que producteur ou producteur exécutif sur un certain nombre de films de la filmographie d'Interscope. Le premier film de la société, Les Tronches, est sorti en 1984 et a été un succès au box-office.
La société a produit 56 films. Sur les 56 films produits, seuls 14 sont des productions direct-to-video ou réalisées pour la télévision. Actuellement, tous les films qu'Interscope a produits pour Orion Pictures et De Laurentiis Entertainment Group entre 1989 et 1991, ainsi que PolyGram Filmed Entertainment et Gramercy Pictures avant mars 31 décembre 1996, appartiennent à Metro-Goldwyn-Mayer, qui a acquis les studios dans le cadre de transactions distinctes. Les films produits pour PolyGram ou Gramercy après le 1er avril 1996 appartiennent désormais à Universal Studios. A noter que dans tous les cas le ou les distributeurs sont également coproducteurs. La colonne du box-office reflète le brut mondial pour la sortie en salles des films en dollars des États-Unis.